# Heine
Heine er et dansk drengenavn. I Danmark hedder 1306 mænd Heine til fornavn (Danmarks Statistik, 2008). Tilmed bærer 104 danskere navnet til efternavn (Danmarks Statistik, 2008).
Navnet stammer fra Tyskland[kilde mangler], og er især kendt fra den berømte tyske digter Heinrich Heines efternavn.
| Fornavne | Spire Denne artikel om et fornavn er en spire som bør udbygges. Du er velkommen til at hjælpe Wikipedia ved at udvide den. |